# تابستان کد گوگل

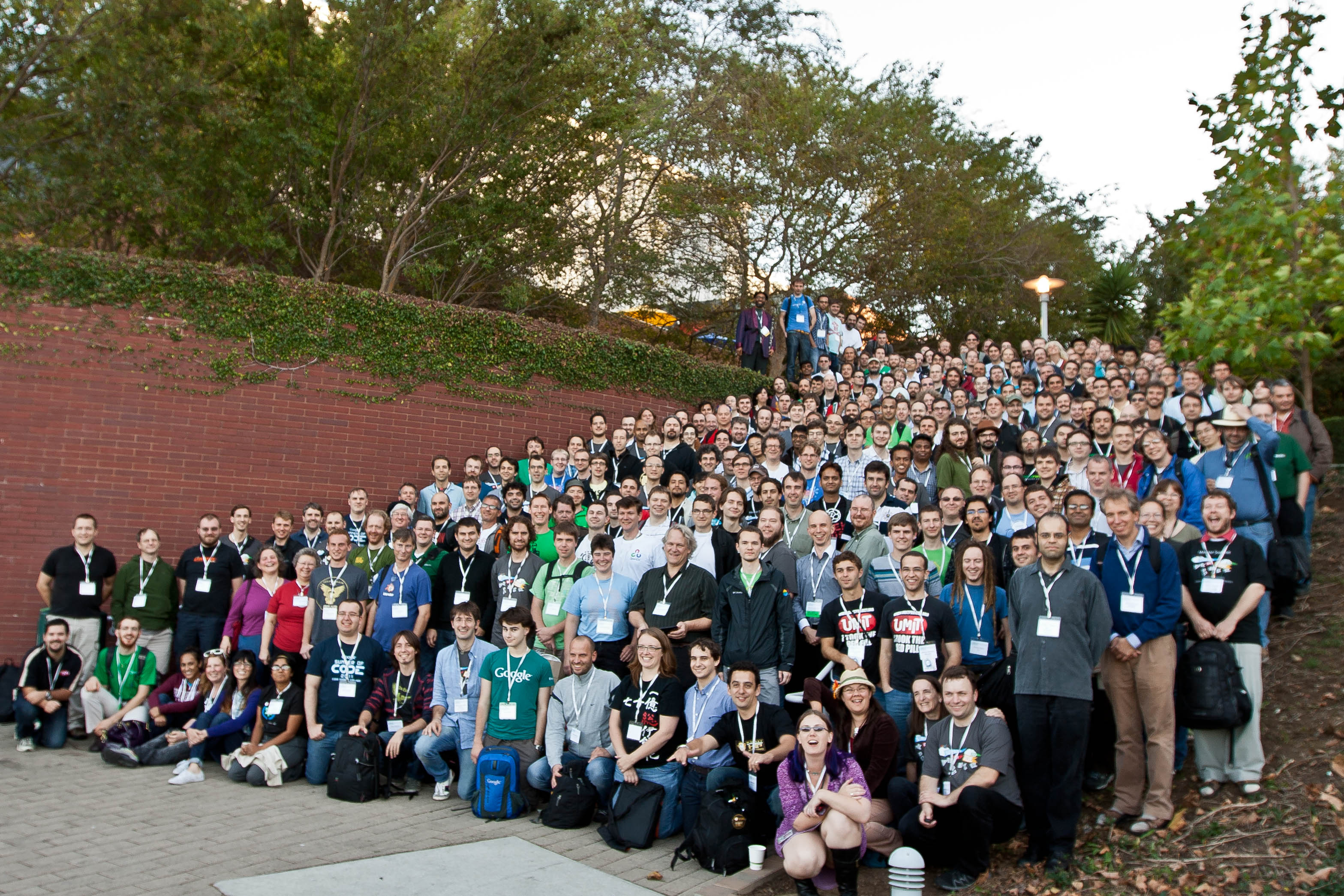
عکس دانشجویایی که توانستند تابستان کد گوگل را با موفقیت به پایان برسانند.

تابستان کد گوگل (به انگلیسی: Google Summer of Code) یک برنامه سالانه است که اولین بار از می تا اوت سال ۲۰۰۵ برگزار شد. در این پروژه که توسط شرکت گوگل برگزار می‌شود، تعدادی پروژه کدنویسی نرم‌افزاری آزاد و متن‌باز از دانشجویان درخواست می‌شود و به دانشجویانی که موفق شوند این پروژه‌ها را در طول تابستان با موفقیت به انجام برسانند، مبلغی (۵۵۰۰ دلار آمریکا در سال ۲۰۱۴) به عنوان دستمزد اهدا می‌شود. پروژه مشابه دیگری تحت عنوان Google Code-in هم برای افراد زیر ۱۸ سال در نظر گرفته شده است. نام این پروژه، از تابستان عشق در سال ۱۹۶۷ الهام گرفته شده است و ایده برگزاری کردن این برنامه، مستقیماً از طرف بنیان‌گذاران گوگل، سرگئی برین و لری پیج مطرح شده بود. از سال ۲۰۰۷ تا ۲۰۰۹، Leslie Hawthorn مدیر برنامه این پروژه بود که ایشان از سال ۲۰۰۶ با این پروژه همکاری داشته‌اند. در سال ۲۰۱۰، Carol Smith مسئولیت مدیر برنامه را بر عهده گرفت.